# Vyšetřovací pokus
Vyšetřovací pokus je důkazní prostředek, jímž se v uměle vytvořených nebo obměňovaných podmínkách prověřují nebo upřesňují skutečnosti zjištěné v trestním řízení, popřípadě zjišťují nové skutečnosti důležité pro trestní řízení. Patří k některým zvláštním způsobům dokazování v trestním řízení vedle konfrontace, rekognice, rekonstrukce a prověrky na místě.
Od ostatních tzv. zvláštních způsobů dokazování se liší tím, že orgán činný v trestním řízení například pomocí figuranta, obviněného, poškozeného, svědka nebo znalce aktivně prověřuje formou pokusu možný skutkový děj. Jako takový je vyšetřovací pokus vždy nepřímým důkazem svědčícím o možném skutkovém ději, který buďto jako věrohodný potvrdí či jej naopak jako prakticky neuskutečnitelný vyloučí, čímž ověřuje skutková zjištění a svědecké výpovědi nebo výpověď obviněného.[zdroj?]
K vyšetřovacímu pokusu, který je prováděn v přípravném řízení, musí být přibrána alespoň jedna nezúčastněná osoba, ledaže by nemožnost zajistit její přítomnost při vyšetřovacím pokusu zmařila jeho provedení. Je-li to potřebné, přibere se k vyšetřovacímu pokusu navíc také znalec, popřípadě podezřelý, obviněný a svědek, kteří ale nemohou být k úkonům v rámci vyšetřovacího pokusu jakkoli donucováni. Účastní-li se osoba mladší 15 let, přibere se orgán sociálně-právní ochrany dětí nebo jiná vhodná osoba, např. rodič, a pokus se provádí zvlášť šetrně a tak, aby nemusel být opakován.